# 클레이 코트

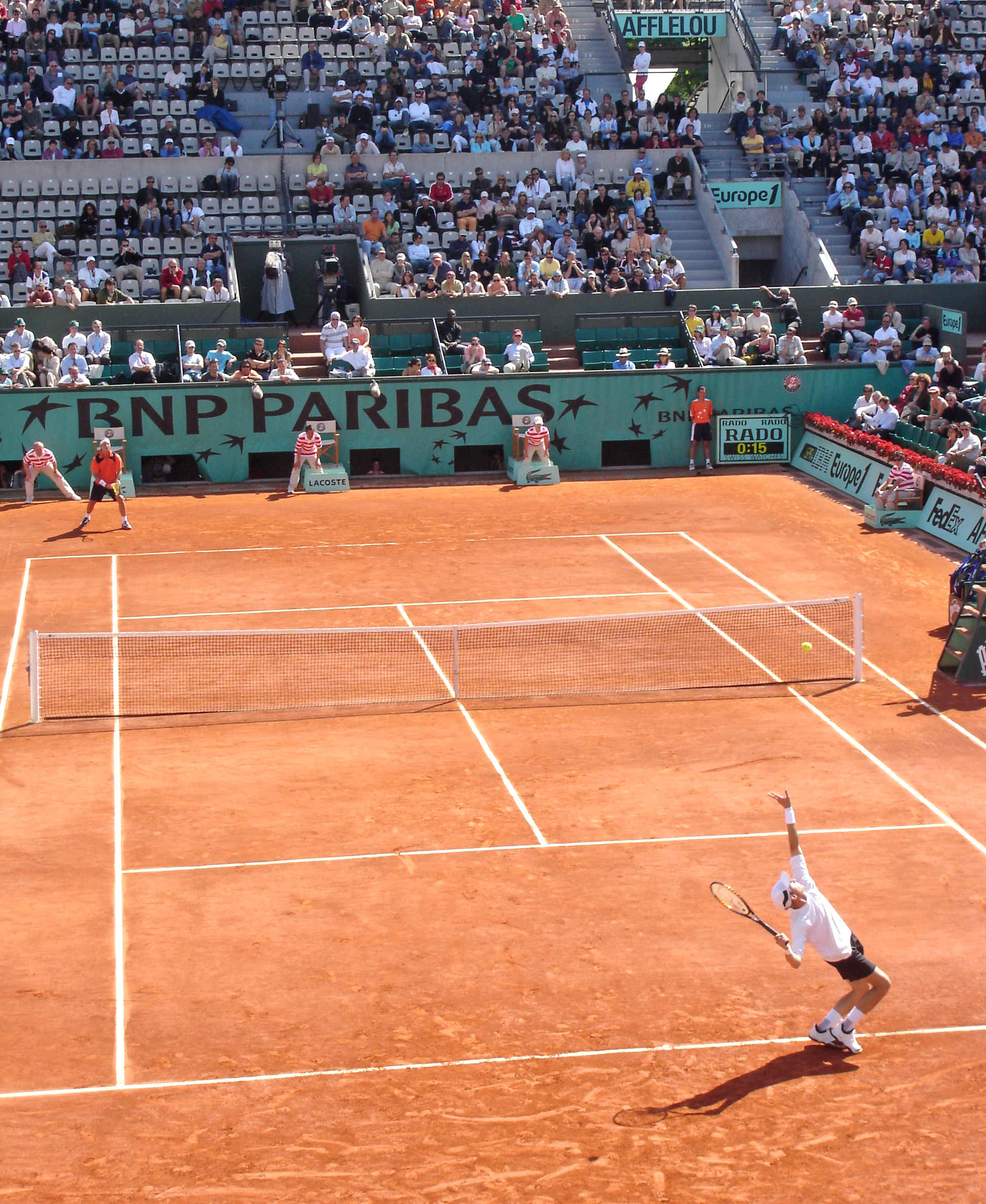
파리 롤랑가로스 스타디움의 메인 코트에서 경기 중인 선수들(2006년 프랑스 오픈).

클레이 코트(Clay court)는 테니스 코트의 네 가지 종류 중 하나이다. 클레이 코트는 가늘게 분쇄된 셰일, 암석 또는 벽돌로 이루어져 있다. 붉은색을 띠는 레드 클레이는 푸른색의 그린 클레이 혹은 미국식 클레이인 Har-Tru보다 느리다. 클레이 코트에서 열리는 가장 대표적인 대회로는 프랑스 오픈이 있다.
클레이 코트는 또한 다른 코트에 비해 준설이 용이한 편이기는 하지만 관리 비용이 하드 코트에 비해 많이 소요된다는 단점이 있다. 클레이 코트는 평평한 표면을 유지하기 위해 주기적으로 롤러로 눌러주어야 하며 수분이 일정하게 유지되어야 한다. 초록색 클레이 코트는 일반적으로 배수를 위해 약간 경사지게 만들어진다.

## 클레이 코트의 종류
클레이 코트의 종류는 사용되는 점토(클레이)의 종류에 따라 레드와 그린 두 가지로 나뉜다.

### 레드 클레이
거의 대부분의 레드 클레이 코트는 자연상태의 점토가 아닌 가늘게 분쇄된 벽돌로 만들어지는데, 이것을 테니스 코트 고르게 깐 다음 그 위에 또 다른 종류의 분말을 도포한다. 이 종류의 클레이 코트는 물을 잘 흡수하지 않으며, 유럽과 남아메리카에서 주로 쓰인다. 자연 점토로 만들어진 클레이 코트는 물에 젖을 경우 마르는데 2-3일이 걸리기 때문에 잘 쓰이지 않는다.

### 그린 클레이
그린 클레이, 하트루(Har-True) 또는 "미국식" 클레이는 레드 클레이와 비슷하나 좀 더 딱딱하고 빠르다. 그린 클레이 코트는 그린 클레이를 코트에 먼저 깐 다음 그 위에 다른 표면재를 도포하하여 준설한다. 이 종류의 클레이 코트는 미국 전역에서 쓰이며, 특히 동부 및 남부 지역에 많다. 남동부의 걸프 해안 지역에서 그린 클레이는 흔히 "루비코(rubico)"라고 불리기도 한다. 그린 클레이에서 열리는 메이저 대회(ATP 및 WTA)는 패밀리 써클 컵(Family Circle Cup in Charleston, SC)과 MPS 그룹 챔피언십(MPS Group Championships in Ponte Vedra Beach, FL)이 있다. 이중 MPS 그룹 챔피언십은 2009년 신설된 대회이다.

## 같이 보기
- 테니스 코트
- 잔디 코트
- 하드 코트

## 참고자료
- (영어) 테니스 과학 Tennis Science 보관됨 2011-05-15 - 웨이백 머신
- (영어) 세인트 메리 테니스 클럽. 전형적인 잉글랜드 클레이 코트 클럽의 대표적인 예(사진 포함) St Mary's Tennis Club. A good example of a typical English Clay Court club (with photos)
- (영어) 오크몬트 테니스 클럽: 펜실베니아 앨런타운에 위치한 레드 클레이 코트 테니스 클럽 Oakmont Tennis Club: Red Clay Tennis Club in Allentown, PA (with photos)